# Senfglas

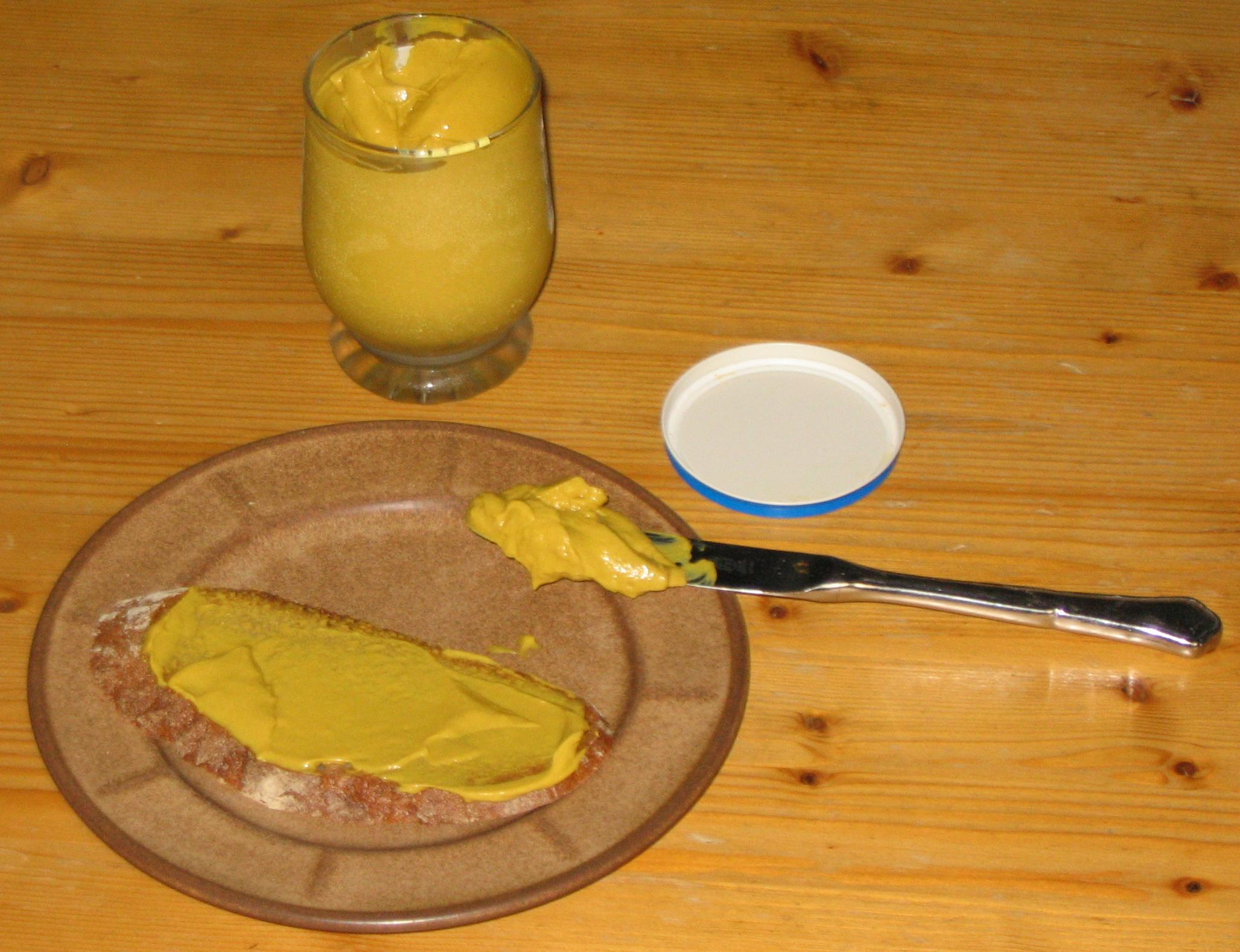
Das noch gefüllte Glas im Hintergrund könnte später als Trinkglas Verwendung finden.

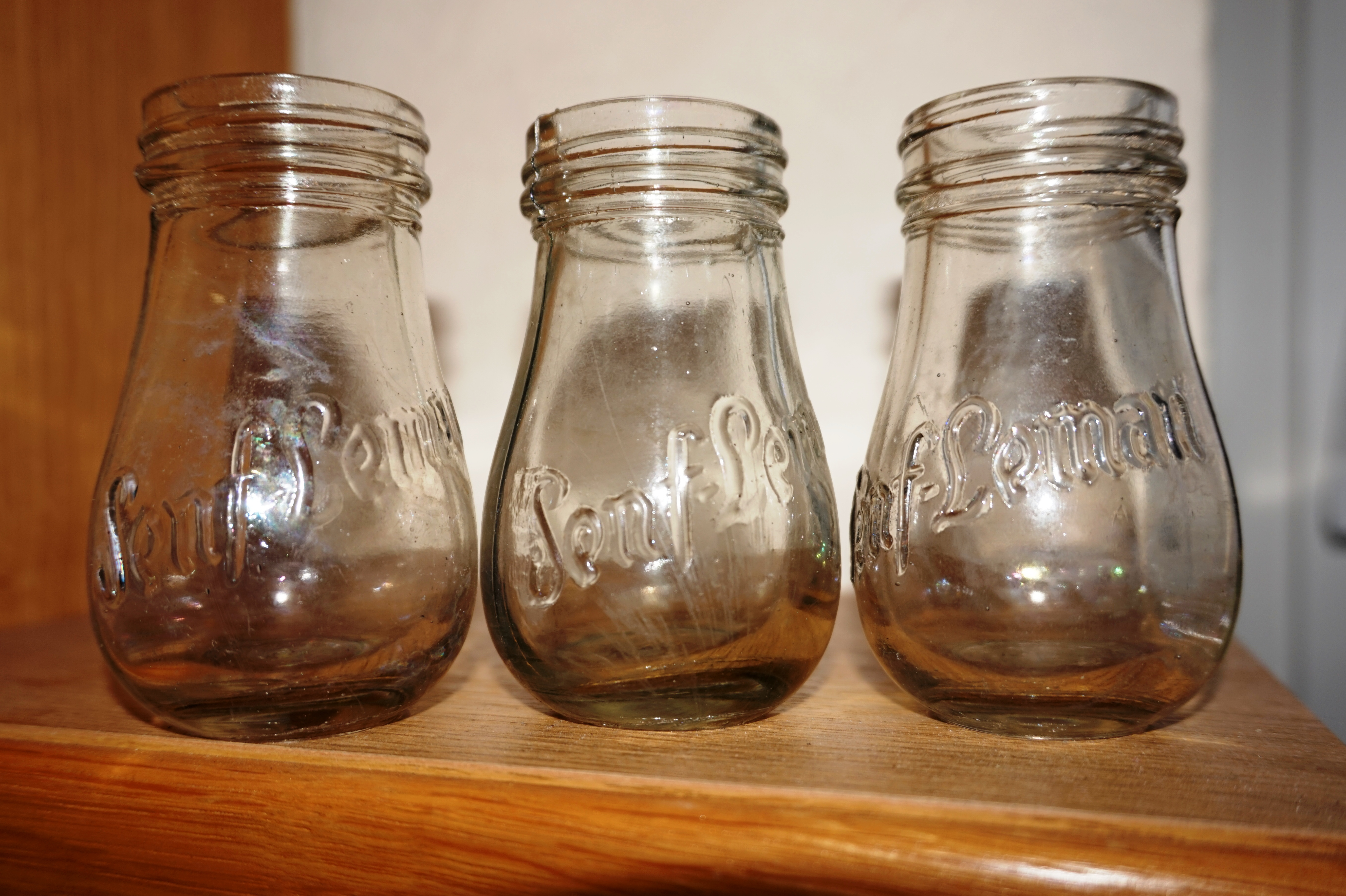
Senf Leman Gläser - Bodenfunde in Birkholz (Bernau bei Berlin)

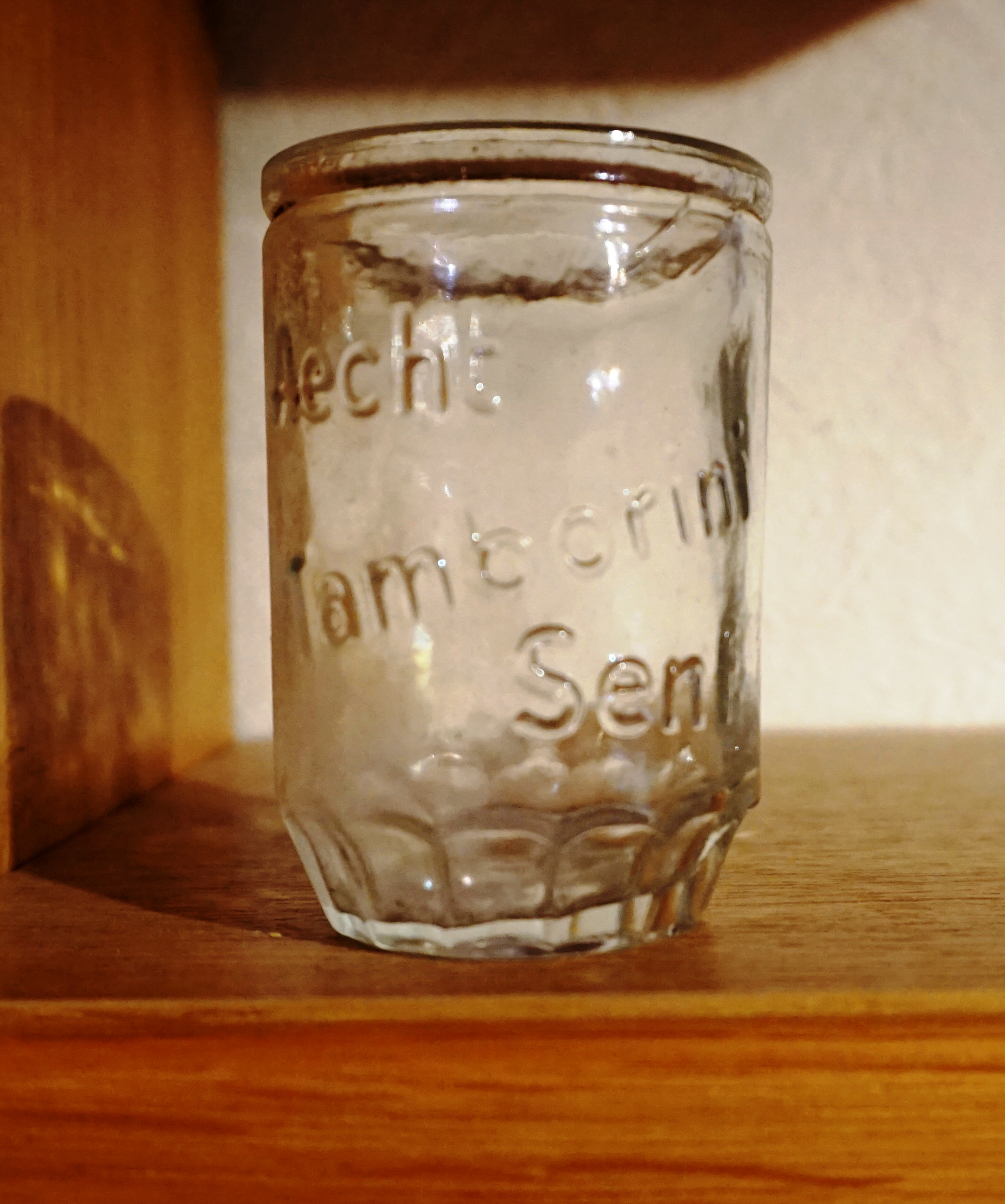
Senfglas mit der Aufschrift „Aecht Tamborini Senf“. Die Firma Tamborini & Lucas wurde 1887 in Berlin gegründet und bestand bis in die Nachkriegszeit des Zweiten Weltkrieges. Sie verkauften Mostrich, Gewürze, Reinigungsmittel, Nahrungsmittel und Tee. Später reduzierte sich das Angebot auf Mostrich und Essig. Bodenfund in Birkholz (Bernau bei Berlin)

Ein Senfglas ist ein Verpackungsprodukt aus Glas für Senf.
Viele deutsche Hersteller bieten neben den sonst üblichen Einweggläsern mit Schraubverschluss Gläser, die später als Trinkglas verwendet werden können. Die Form, meist zylindrisch wie eine Kölner Stange (jedoch, bei ähnlichem Volumen, breiter und nicht so hoch) oder mit griffgerechter Einschnürung zwischen einem schweren Sockel und einem leicht kelchförmigen Oberteil (siehe Bild), macht sie besonders zum komfortablen Trinkglas. Da meist, wohl aus Transportgründen, eine besonders stabile Glasart verwendet wird, erscheinen diese Gläser teilweise auch nach jahrzehntelanger Benutzung noch relativ neuwertig. Wohl auch dieser Qualität wegen und in Anlehnung an Bleikristall und namhafte Hersteller hochwertiger Gläser werden sie ironisch auch als Senfkristall oder Kühne-Kristall bezeichnet. Kühne hatte bereits in den 1930er Jahren das wiederverwendbare Senfglas als „Deutsches Reichs-Gebrauchsmuster“ angemeldet, und verabschiedete sich 2005 von der Trinkglasform.
Speziell für Kinder als Zielgruppe werden Senfgläser häufig mit Comic-Motiven bedruckt.
Im Dezember 2022 gab Nestlé bekannt, in Zukunft auf Gläser mit Schraubverschluss für ihre Marke Thomy umzustellen, die nicht als Trinkglas verwendet werden können.

„Darüber hinaus haben wir über die Jahre wiederholt den Wunsch von Verbraucher:innen nach einer Glasverpackung mit einer einfachereren Handhabung beim Öffnen und Wiederverschließen erhalten. (…) Das Glas mit dem Schraubverschluss hat einen Weg von ca. 60 Kilometern von der Produktionsstätte in Essen-Karnap bis zum Thomy-Werk in Neuss“